# Jeannette Piccard

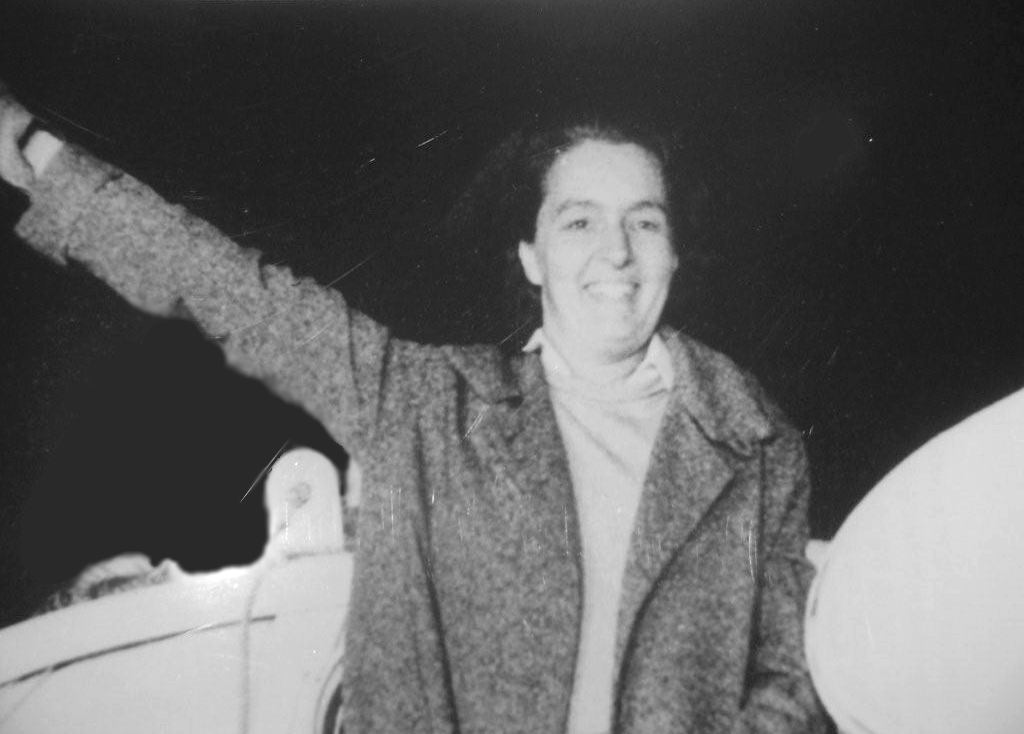
Jeannette Piccard nach ihrer Rekordfahrt im Ballon (1934)

Jeannette Ridlon Piccard (* 5. Januar 1895 in Chicago; † 17. Mai 1981 in Minneapolis) war eine amerikanische Ballonfahrerin, die 1934 als erste Frau in die Stratosphäre vordrang. Sie war zeitweise Beraterin der NASA und gehörte 1974 zu den „Philadelphia Eleven“, elf Frauen, die zu den ersten Priesterinnen der amerikanischen Episkopalkirche geweiht wurden.

## Leben

### Ausbildung
Jeannette Ridlon war die Tochter eines Orthopäden. Sie absolvierte das Bachelorstudium am Bryn Mawr College mit einem Abschluss in Philosophie und Psychologie und studierte anschließend organische Chemie an der University of Chicago. Dort lernte Ridlon ihren zukünftigen Ehemann Jean Piccard kennen und erhielt 1919 ihren Master. – Im Jahr 1942 wurde sie an der University of Minnesota promoviert.

### Ballonfahrten
Jean Piccard lehrte ab 1919 an der Universität Lausanne sowie ab 1926 am Massachusetts Institute of Technology (MIT) und nahm 1931 die amerikanische Staatsbürgerschaft an. Er beschäftigte sich wie sein Zwillingsbruder mit der Ballonfahrt in großen Höhen. Auguste Piccard hatte eine kugelförmige geschlossene Gondel für große Höhen entwickelt. Als erster Mensch in der Stratosphäre erreichte er 1931 mit Paul Kipfer eine Höhe von 15.781 Metern und im folgenden Jahr mit Max Cosyns 16.201 Meter. [16.940 m]
Dank einer Empfehlung seines Bruders konnte Jean Piccard für die Weltausstellung A Century of Progress den gleichnamigen Höhenballon entwerfen. Mit diesem schraubten die Offiziere Settle und Fordney im November 1933 den Höhenrekord auf 18.665 Meter (61.237 Fuß). Da Jean Piccard keine amerikanische Pilotenlizenz hatte und wissenschaftliche Aufgaben während einer Rekordfahrt übernehmen wollte, absolvierte Jeannette Piccard die Ausbildung zur Ballonfahrerin. Im Juli 1934 erhielt sie von der National Aeronautic Association die erste Lizenz für eine Ballonpilotin in den Vereinigten Staaten. Jedoch stiegen als Folge die National Geographic Society sowie wichtige Firmen aus dem Vorhaben aus. Als einzige offizielle Sponsoren wurden People’s Outfitting und Grunow Radio gewonnen. Jean Piccard legte als „wissenschaftlicher Direktor“ der Fahrt den Schwerpunkt auf Nutzlast für Untersuchungen und Experimente bis zur Kapazitätsgrenze des Ballons, was einen absoluten Höhenrekord nahezu ausschloss.
Am Morgen des 23. Oktober 1934 starteten die Piccards mit „Century of Progress“ auf dem Flugfeld bei Dearborn, das Henry Ford als Startplatz zur Verfügung gestellt hatte. Jeannette Piccard steuerte den Gasballon unter schwierigen Umständen in die Stratosphäre, da sie eine Wolkenschicht durchfahren musste. Auch die Landung bei Cadiz, Ohio, war problematisch, da bei der Landung zwischen Ulmen und Eichen die Hülle verloren ging. Piccard hatte mit 17.550 Metern (57.579 Fuß) einen inoffiziellen Höhenrekord für Frauen aufgestellt.
Im Juni 1963 wurde dieser von der Kosmonautin Walentina Wladimirowna Tereschkowa übertroffen. Als erste Frau im Weltraum ist sie auch die einzige, die alleine flog. Obwohl Ballone 1935 und 1957 Höhen von 22 und 30 Kilometer (Manhigh II) erreichten, wurde Piccards Ballonrekord für Frauen bis heute nicht überboten. Im Oktober 2014 erreichte der Google-Manager Alan Eustace eine Höhe von 41,4 Kilometern und sprang mit dem Fallschirm ab.

### Beruf
Jean Piccard erhielt 1936 eine befristete Professur an der University of Minnesota, die erst 1946 in eine sechsjährige Festanstellung umgewandelt wurde. Er entwickelte sehr dünne Ballonhüllen aus Polyethylen und war an der Entwicklung von unbemannten Höhenforschungsballons beteiligt. Jeannette Piccard unterstützte ihn bei seinen Forschungen, arbeitete aber 1943 auch kurzzeitig für das Zivilverteidigungsamt von Minnesota. 1946/47 hatte das Ehepaar einen Beratervertrag, um eine Stratosphärenfahrt mit einem Ballonbündel (englisch cluster balloon) vorzubereiten. Das Projekt scheiterte jedoch an unvereinbaren Vorstellungen beider Seiten.
Jean Piccard starb am 28. Januar 1963, dem Tag seines 79. Geburtstages. Seine Witwe erhielt von 1964 bis 1970 einen Beratervertrag der NASA.

### Pfarrerin und Tod
Jeannette Piccard wandte sich der Theologie zu und wurde 1971 Diakonin in der Episkopalkirche. Der Besuch des allgemeinen Theologischen Seminars wurde ihr 1973 bescheinigt. Im folgenden Jahr wurde sie in Philadelphia mit zehn weiteren Frauen zu den ersten Priesterinnen der Episkopalkirche geweiht. Die Ordination der „Philadelphia Eleven“ verstieß gegen das Kirchenrecht und wurde für ungültig erklärt. Zwei Jahre später entschied die Episkopalkirche, die Frauenordination zuzulassen. Im folgenden Jahr, 1977 wurden auch die Weihen der elf Frauen nachträglich anerkannt. Piccard wirkte bis zu ihrem Tod als Assistentin eines Priesters in Saint Paul, Minnesota.
Jeannette Piccard starb am 17. Mai 1981 in Minneapolis an Krebs.
Das Ehepaar hatte drei Söhne, von denen Don Piccard (1926–2020) zu den führenden Ballonsportlern des Landes gehört. Als Pionier des Heißluftballonfahrens überquerte er im April 1963 mit Ed Yost den Ärmelkanal.

## Bekannte Forscher der Schweizer Piccard-Familie
- Jules Piccard (1840–1933), Chemiker, Bruder von Paul
  - sein Sohn Auguste Piccard (1884–1962), Physiker; Stratosphärenflüge und Tiefseetauchversuche
    - sein Enkel Jacques Piccard (1922–2008), Tiefseeforscher; Tiefseetauchversuche mit Bathyscaph Trieste
      - sein Urenkel Bertrand Piccard (* 1958), Psychiater; erste Nonstop-Weltumrundung mit einem Ballon sowie erste Weltumrundung mit einem Solarflugzeug

  - Augustes Zwillingsbruder Jean-Felix Piccard (1884–1963), Physiker; Stratosphärenflüge
  - dessen Ehefrau Jeannette Piccard (1895–1981), erste Frau in der Stratosphäre
    - ihr Sohn Don Piccard (1926–2020); Stratosphärenflüge
- Paul Piccard (1844–1929), Ingenieur, Bruder von Jules

## Ehrungen
Beide Piccards wurden 1998 posthum in die „International Space Hall of Fame“ aufgenommen. Diese Hall of Fame befindet sich im New Mexico Museum of Space History in Alamogordo und würdigt Personen, die bedeutende Beiträge zur Entwicklung der Raumfahrt beigetragen haben. Jeannette Piccard erhielt eine Reihe weiterer Ehrungen.

## Trivia
Ein Haustier der Piccards, die Schildkröte Fleur-de-Lys nahm an der Rekordfahrt teil.